# Vincent (série de televisão)
Vincent é uma série de televisão britânica de 2005 produzida pela ITV e protagonizada por Ray Winstone como Vincent Gallagher, chefe de uma equipe de investigadores particulares. Winstone recebeu um Emmy Internacional como Melhor Ator por seu trabalho nesta série.

## Enredo
A série acompanha o trabalho de uma agência de detetives particulares com sede em Manchester, dirigida pelo investigador particular Vincent Gallagher (Ray Winstone), que ao lado de sua ajudante Beth (Suranne Jones), o Investigador de Polícia Robert (Joe Absolom) e outros membros da equipe Gillian (Angel Coulby) e John (Ian Puleston-Davies), investiga casos que a polícia se recusou a tocar ou não foi capaz de resolver. Vincent também tem que lidar com seu arquiinimigo, David Driscoll (Philip Glenister), que começa um relacionamento com sua ex-esposa Cathy (Eva Pope), resultando na gravidez de Cathy.

## Elenco
- Ray Winstone como Vincent Gallagher
- Suranne Jones como Beth
- Joe Absolom como PI Robert
- Angel Coulby como Gillian
- Ian Puleston-Davies como John
- Philip Glenister como DCI David Driscoll
- Sandra Huggett como Roxanne
- Eva Pope como Cathy Gallagher
- Jonathan Guy Lewis como Chris
- Lisa Millett como Lynn